# Yamaha FZR

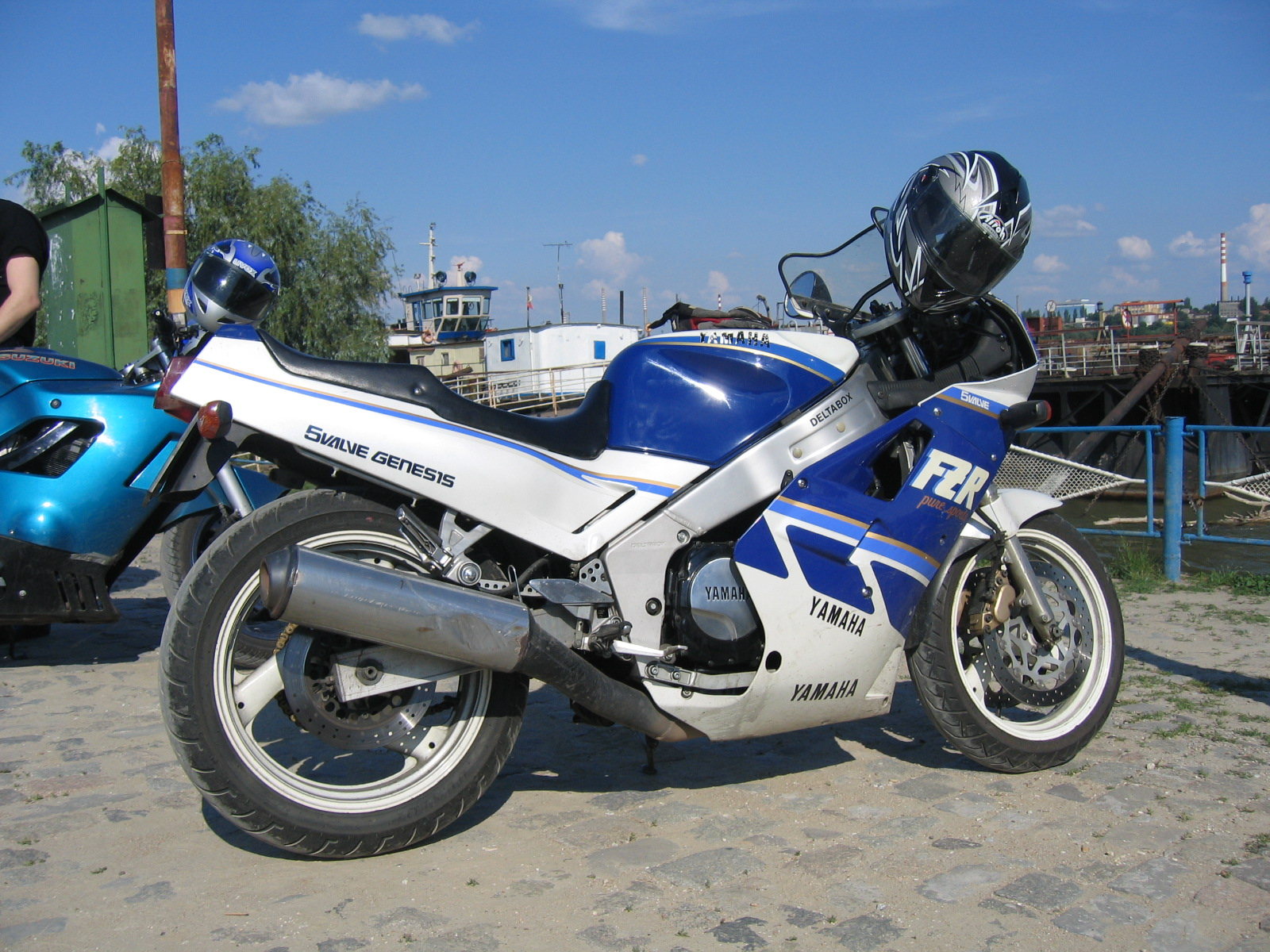
Yamaha FZR1000

Yamaha FZR är en motorcykel från Yamaha, som finns i fyra olika motorstorlekar, 400, 600, 750 och 1000 cm³. FZR var Yamahas första riktiga sporthoj och kom 1987.

FZ750 var Yamahas första motor med 5 ventiler per cylinder kallad Genesis. Motorn i FZR1000 årsmodell 87- till och med -88 är i princip samma motor men med större borrning. Motorn lämnade 135 hk men hade problem med att kolvbulten kunde börja glappa, i vissa fall kunde även vevstakslagren kasta in handduken. Ramen i aluminium är kraftig och motorn fungerar som en bärande del och är av typen deltaboxram. 1989 uppdaterades modellen med en ny motorkonstruktion som nu lämnade 145 hk kallad Exup, även ramen blev kraftigare. Modellen uppdaterades även på så många punkter så att man egentligen kan kalla den en ny modell men med samma namn. Motorn i FZR1000 från 1989 års modell är även drivkällan i Yamahas YZF1000 Thunderace men med en annan infästning i topplocket. 
Avgassystemet fick en servomotor som fick signaler från styrenheten som i sin tur styrde ett spjäll i avgassystemet. Meningen med detta var att justera motorns mottryck för att skapa ett jämnt effektregister utan svackor. Därav kom namnet Exup.
Vanliga problem med modellen är hög oljeförbrukning, något som Yamaha uppmärksammade och ersatte oljetrycksgivaren med en nivågivare. Om ventiljustering inte utförts enligt intervallerna kan insugsventilerna gå ner sig, gäller 1989 års modell och uppåt. Problem med knackande ljud från styrhuvudet är vanligt men sällan beror det på dåliga styrlager men kan vara irriterande. Skeva bromsskivor är ett annat problem.